# Temple de Shantinath
Le temple de Shantinath (Sanskrit: शान्तिनाथ मन्दिर) est un temple jaïn situé à Khajurâho dans l'état du Madhya Pradesh, en Inde.
Il est dédié à Shantinath (ou Shanti) seizième tîrthankara "Maître éveillé" du jaïnisme.
L'édifice fait partie du groupe des temples Jaïn situé à l'Est du site du patrimoine mondial de l'UNESCO au titre de l'Ensemble monumental de Khajuraho.

## Histoire
Dans le temple, le piédestal d'une statue d'Adinath - premier des 24 tîrthankara - porte une inscription datée de 1027-1028.
L'inscription est maintenant cachée sous le plâtre car le temple original a été considérablement rénové.
Le temple a été classé « Monument d'Importance nationale » par l'ASI. C'est maintenant le principal centre du culte jaïn à Khajurâho.

## Description

### Architecture
Bien que la structure actuelle du temple comporte des rénovations récentes, le noyau du temple est ancien. Il se compose d'une enceinte oblongue jalonnée d'alcôves abritant des statues plus anciennes.

### Sculpture
Le sanctuaire du temple présente une statue de Shantinath de 4,3 m de haut.
Il y a plusieurs autres anciennes statues Jaïn dans le temple, y compris une de 4,5 m de hauteur d'Adinath datée du XIe siècle.
Une des sculptures semble représenter Mahāvīra 24e et dernier tîrthankara jaïn.

Statues des tîrthankara jaïn
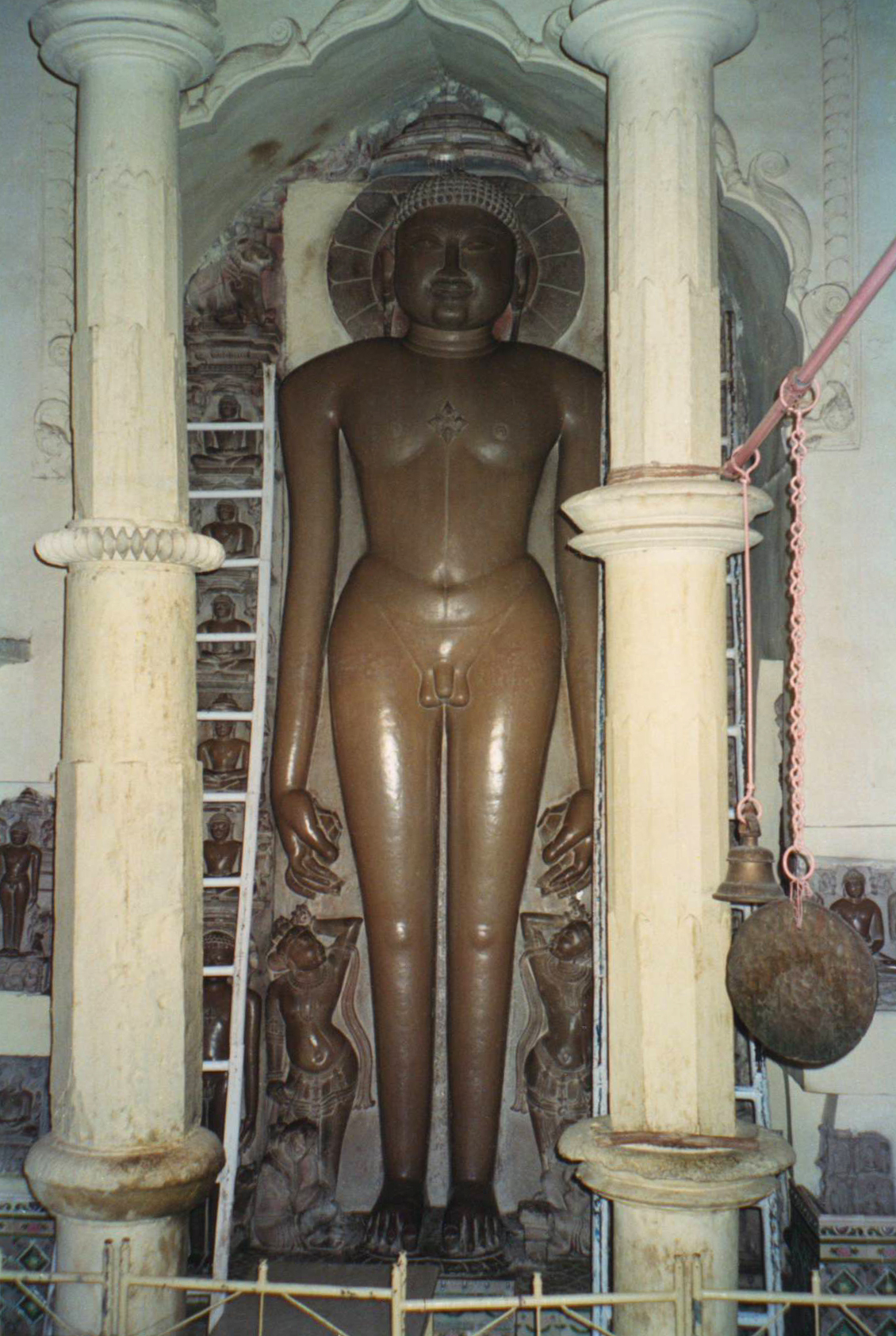
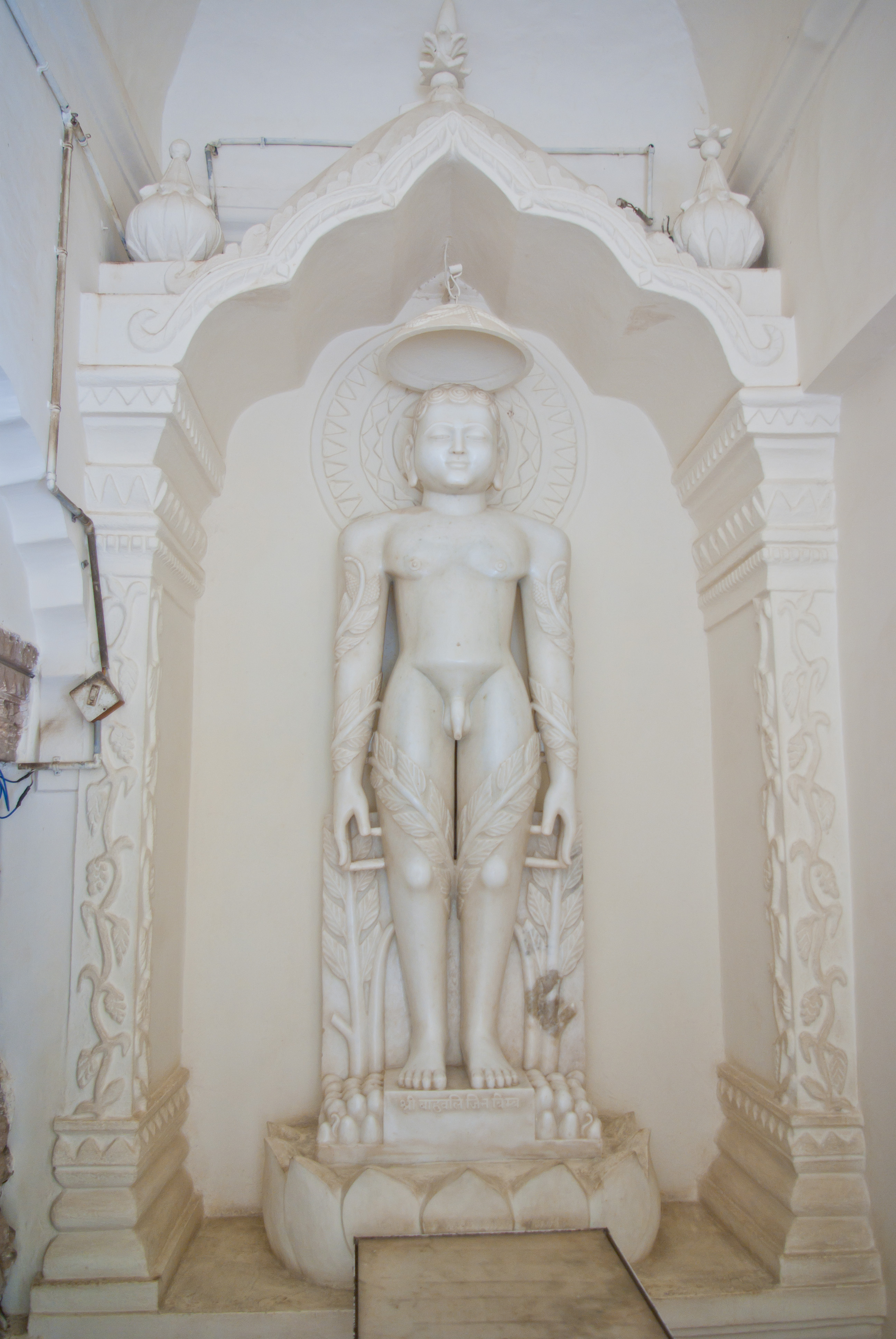
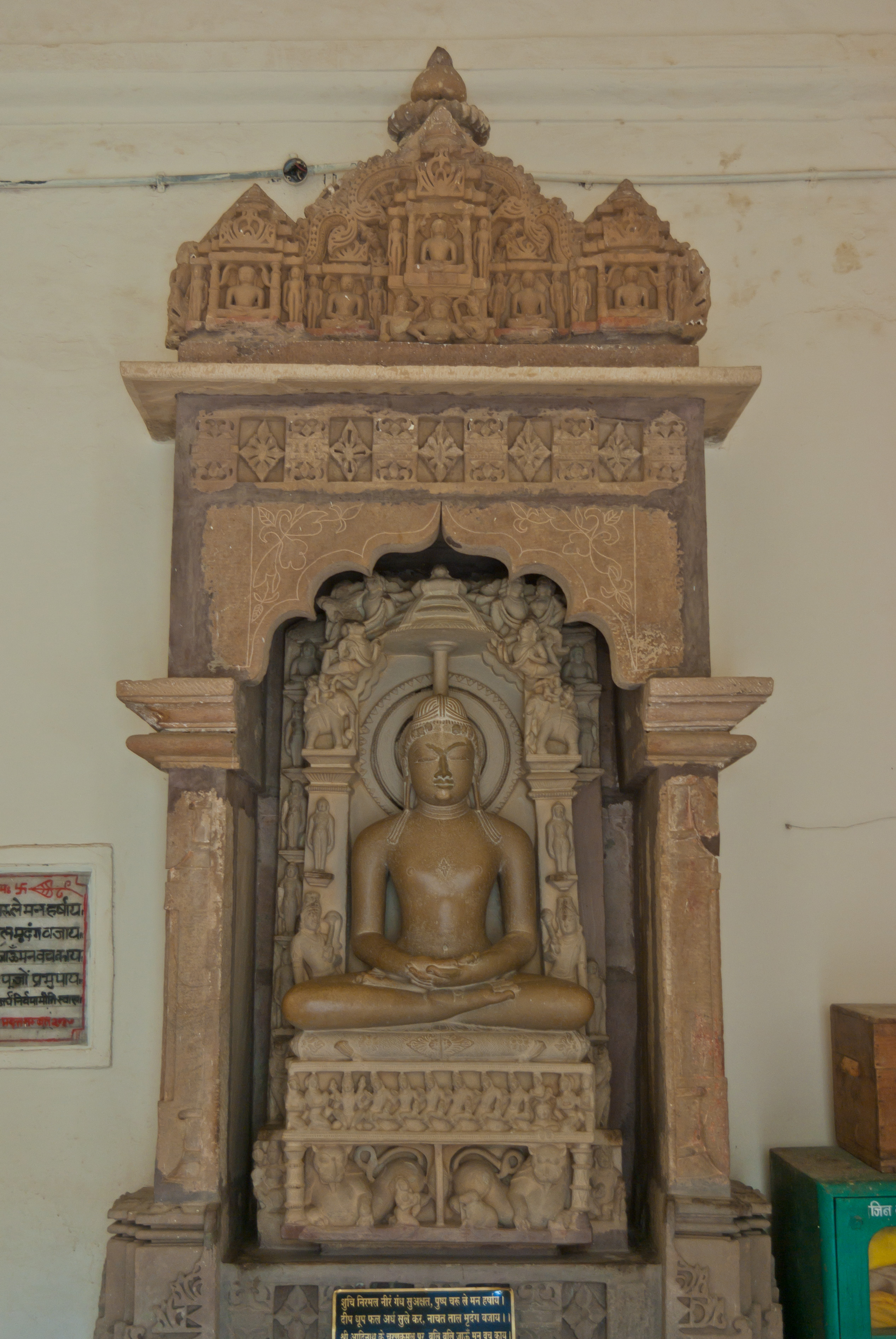